# San Pablo Lachiriega
San Pablo Lachiriega är en ort i Mexiko.   Den ligger i kommunen San Pedro Quiatoni och delstaten Oaxaca, i den sydöstra delen av landet, 400 km sydost om huvudstaden Mexico City. San Pablo Lachiriega ligger 1 028 meter över havet och antalet invånare är 614.
Terrängen runt San Pablo Lachiriega är kuperad åt nordost, men åt sydväst är den bergig. San Pablo Lachiriega ligger nere i en dal. Runt San Pablo Lachiriega är det glesbefolkat, med 11 invånare per kvadratkilometer. Närmaste större samhälle är San Pedro Quiatoni, 6,8 km söder om San Pablo Lachiriega. I omgivningarna runt San Pablo Lachiriega växer huvudsakligen savannskog.